# Estadio Once de Noviembre
El estadio Once de Noviembre Abel Leal es el principal estadio de béisbol de Cartagena de Indias, Colombia, también conocido popularmente como "el templo del béisbol colombiano". Este escenario deportivo es sede de los Tigres de Cartagena de la Liga Colombiana de Béisbol Profesional.
El estado fue construido en 6 meses y fue inaugurado en 1947. Tiene capacidad para 12 000 espectadores. El estadio está compuesto por una cancha reglamentaria de béisbol y tres tribunas dispuestas en una de las esquinas del diamante.
En 2011, el estadio Once de Noviembre recibió una inversión para los 
XX Juegos Deportivos Centroamericanos y del Caribe Cartagena 2006.

## Estructura
El estadio, diseño del ingeniero colombiano Guillermo González Zuleta, es Premio Nacional de Ingeniería (1947). La gradería principal es de interés mayor por ser la primera cubierta en concreto armado en Colombia. 
En planta, esta gradería tiene forma de "L" formando un ángulo recto, detrás del "home plate". En perfil, las gradería y la cubierta se sostienen sobre potentes elementos estructurales que forman una "C" (costillas), apoyadas en dos filas de columnas . De estos elementos hay ocho en total (posteriormente este sistema con nervaduras fue replicado por González Zuleta en el hipódromo de Techo, y otros escenarios deportivos). La cubierta tiene un alcance de 20 metros en voladizo. La cubierta está formada por delgadas bóvedas en concreto armado con acero. Su forma arqueada permite aprovechar la resistencia a la compresión del concreto, y el acero permite que sean delgadas y resistentes. Estas bóvedas van apoyadas sobre las "cotillas".
Los arquitectos proyectistas fueron Édgar Burbano, Jorge Gaitán Cortés, Álvaro Ortega y Gabriel Solano.

## Galería

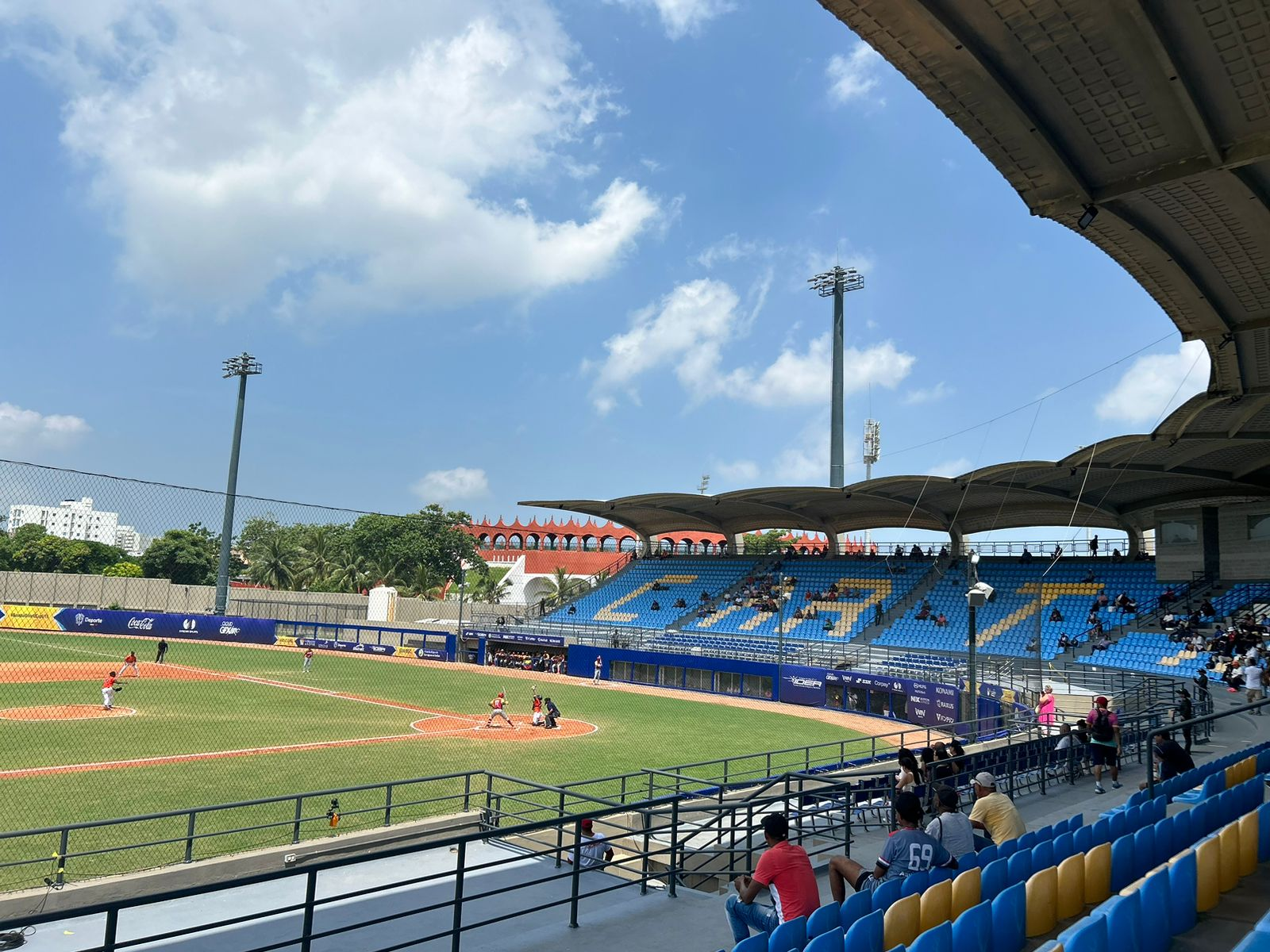
Interior del estadio en 2024
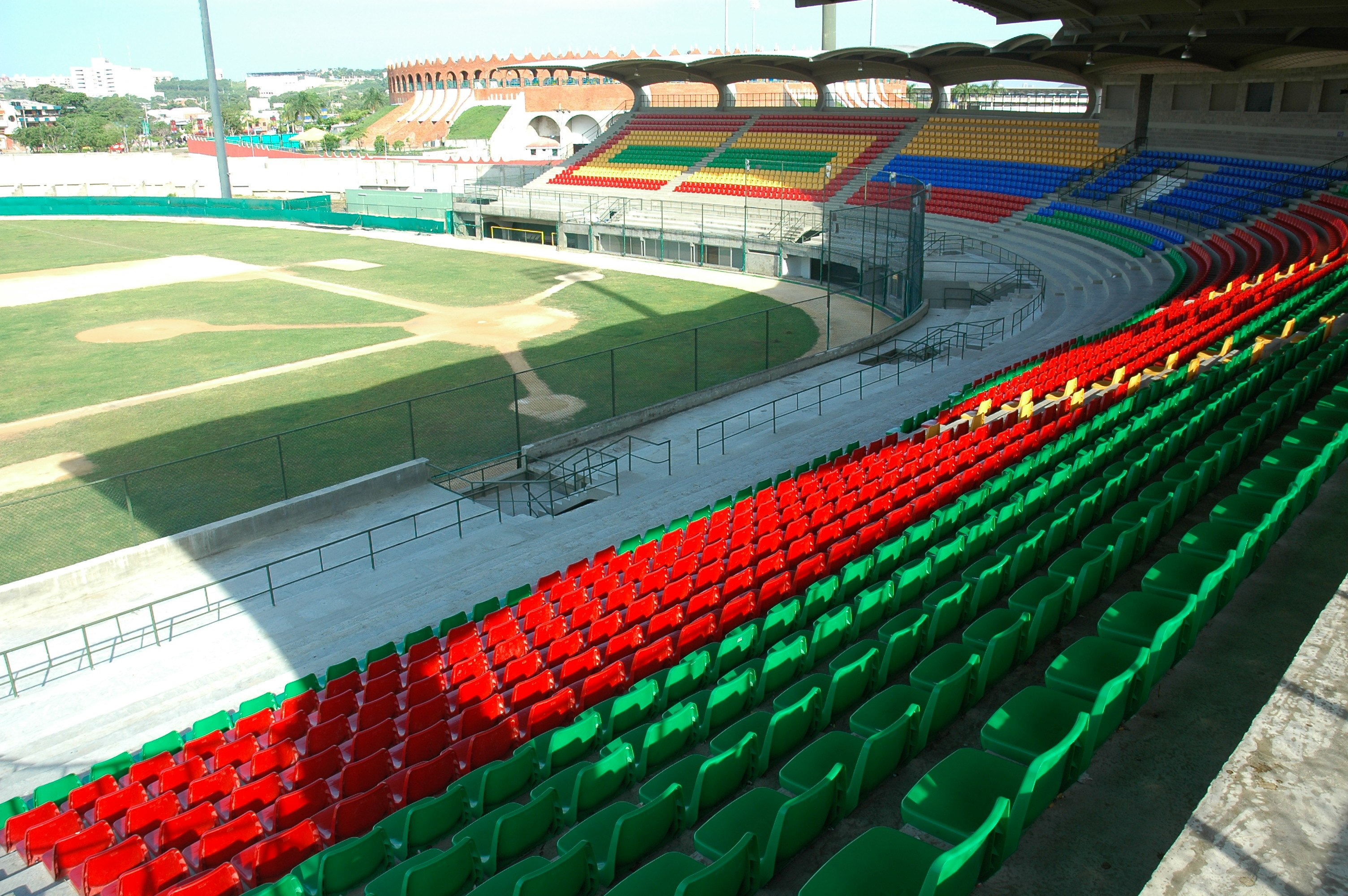
Interior del estadio en 2009
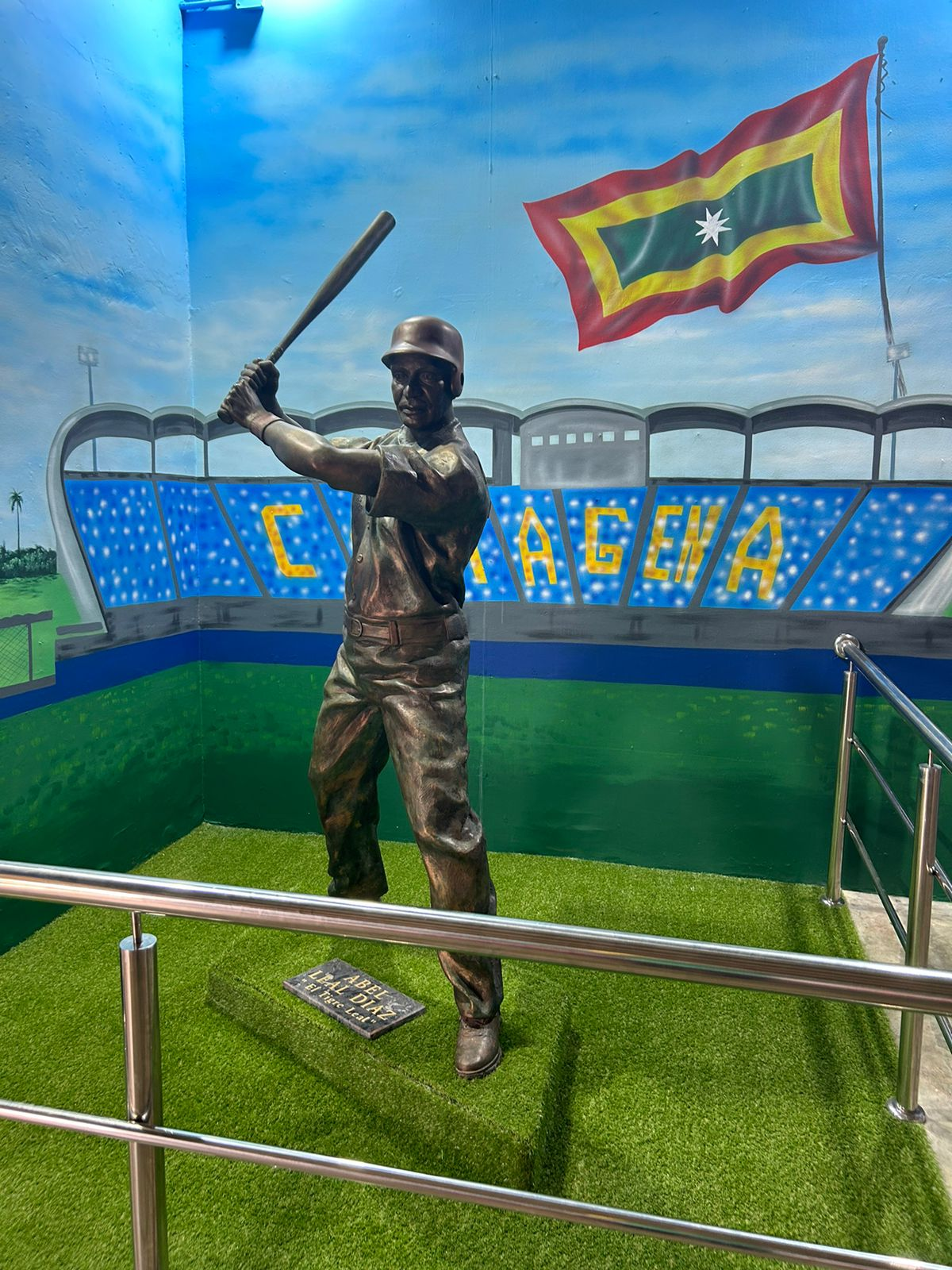
Estatua de Abel "Tigre" Leal
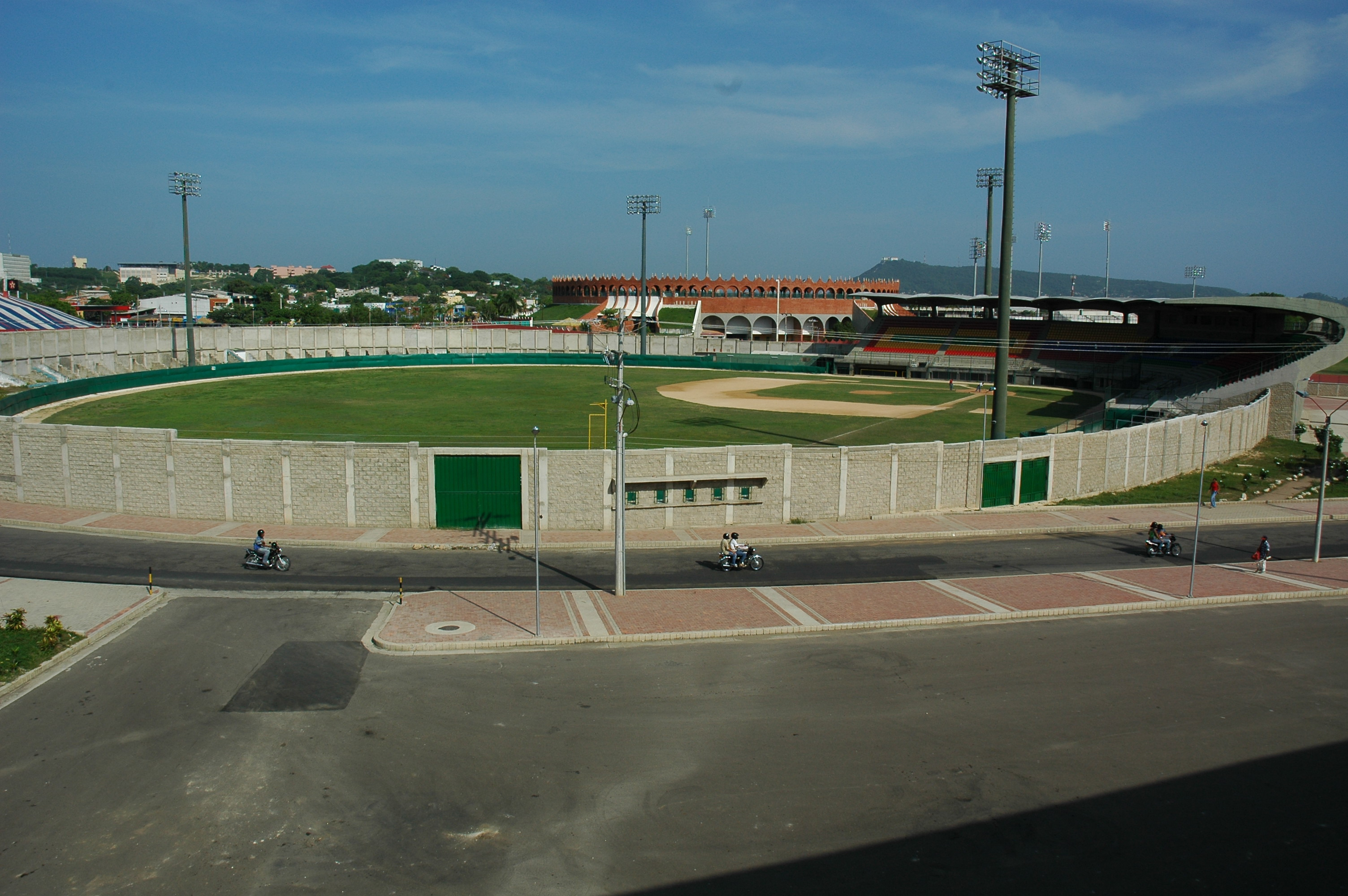
Panorámica